# 정승우 (1973년)
정승우(1973년 9월 30일 ~ )는 대한민국의 배우이다.

## 경력
- 극단 '성로' 대표
- 김하균 연기학원 이사 재직 중

## 출연작

### 영화
- 1999년 《쉬리》 - OP특공 역

### 드라마 & 시트콤
- 《겨울연가》 (KBS2, 2002년) - 비서 역
- 《장희빈》 (KBS2, 2002년)
- 《천추태후》 (KBS2, 2009년) - 양 내관 역
- 《자유인 이회영》 (KBS1, 2010년) - 유기문 역
- 《두근두근 달콤》 (KBS2, 2011년) - 중배 역
- 《빛과 그림자》 (MBC, 2011년) - 손기자 역
- 《옥탑방 왕세자》 (SBS, 2012년) - 경비업체 직원 역
- 《엄마가 뭐길래》 (MBC, 2012년) - 매장 매니저 역
- 《다섯 손가락》 (SBS, 2012년) - 변호사 역
- 《대왕의 꿈》 (KBS1, 2013년) - 도침 역
- 《별에서 온 그대》 (SBS, 2013년) - 포도대장 역
- 《장미빛 연인들》 (MBC, 2014년) - 흥신소 김사장 역
- 《당신만이 내사랑》 (KBS1, 2014년) - 강팀장 역
- 《일편단심 민들레》 (KBS2, 2014년) - 제작부장 역
- 《앵그리맘》 (MBC, 2015년) - 다캔다 기자 역
- 《내 남자의 비밀》 (KBS2, 2017년)